# 정교회 성모희보성당

부산 성모희보성당

정교회 성모희보성당(正教會聖母喜報聖堂)은 부산광역시 중구 대청동에 있는 한국정교회 성당이다. 1982년 지금의 성당 자리를 매입하게 되어 예배를 정기적으로 보게 됐다. 2000년 2월말에 현재 성당이 완공되어 3월 1일에 콘스탄티노플의 바르톨로메오스 총대주교가 입당식을 거행하게 됐다.

## 같이 보기
- 동방 정교회
- 한국 정교회